# Patasca
La patasca (del quechua phatasqa, reventado, abierto o partido) son una variedad de caldo que se prepara con mote en zonas de Bolivia, Perú y el noroeste de Argentina, donde también se lo llama "charquisillo". Está hecho a base de trozos de carne vacuna ( a menudo desmenuzada), cerdo o cabrito, dependiendo de las variaciones regionales y algunas verduras. 

## Variedades

### Patasca en el Perú
Es preparado con mondongo y carne de res, mote y en algunos lugares se utiliza la cabeza del carnero que le da un sabor peculiar a esta preparación.
La patasca es una sopa muy popular en la región de los Andes, muy sustanciosa, nutritiva y con una gran concentración de sabores debido a los ingredientes con que cuenta. Se sirve caliente para combatir el frío de la región andina. Incluso se suele consumir para el desayuno.
Esta sopa toma el nombre de patasca, que es el maíz o trigo pelado y reventado con una cocción de horas en el fogón agregándose carne de res, carnero, mondongo, patas de ternera y hierbas de la región andina.
En algunas regiones del Perú esta sopa se conoce con el nombre de sopa de mondongo debido a que esta víscera es uno de sus ingredientes, o también, particularmente en la costa peruana, como caldo de mote. Cuando es preparada con cabeza de carnero o res, la llaman caldo de cabeza.
Es un plato muy antiguo, siendo su origen prehispánico. En aquella época era preparada con carne de alpaca, cuy, aves y hierbas del lugar. El jesuita Bernabé Cobo, en el siglo XVII, escribió en un capítulo dedicado a las comidas y bebidas de los indios, sobre un guisado llamado “motepatasca”, preparado con maíz cocido hasta reventar.
A fines del XVIII, el escritor y poeta español Esteban Terralla y Landa (1750-1805) que se estableció en Lima en 1787, menciona a la patasca como uno de los potajes que se acostumbraba comer en la Ciudad de los Reyes.
La patasca, según una receta limeña del siglo XIX, se preparaba sancochando patas de vaca, mondongo en agua con sal y hierbabuena. El escritor y poeta Federico Flores y Galindo, quien publicó en 1872 su “Salpicón de Costumbres Nacionales”, nos dio una idea de lo que se comía en aquellos días, y escribió que la patasca llevaba como ingredientes básicos la papa y el mote junto con el caldo. Con el transcurrir de los años la costumbre de comer patasca en Lima se perdió. Sin embargo en algunas ciudades de provincias especialmente en la sierra, continúa siendo un plato muy popular.

### Patasca en Bolivia

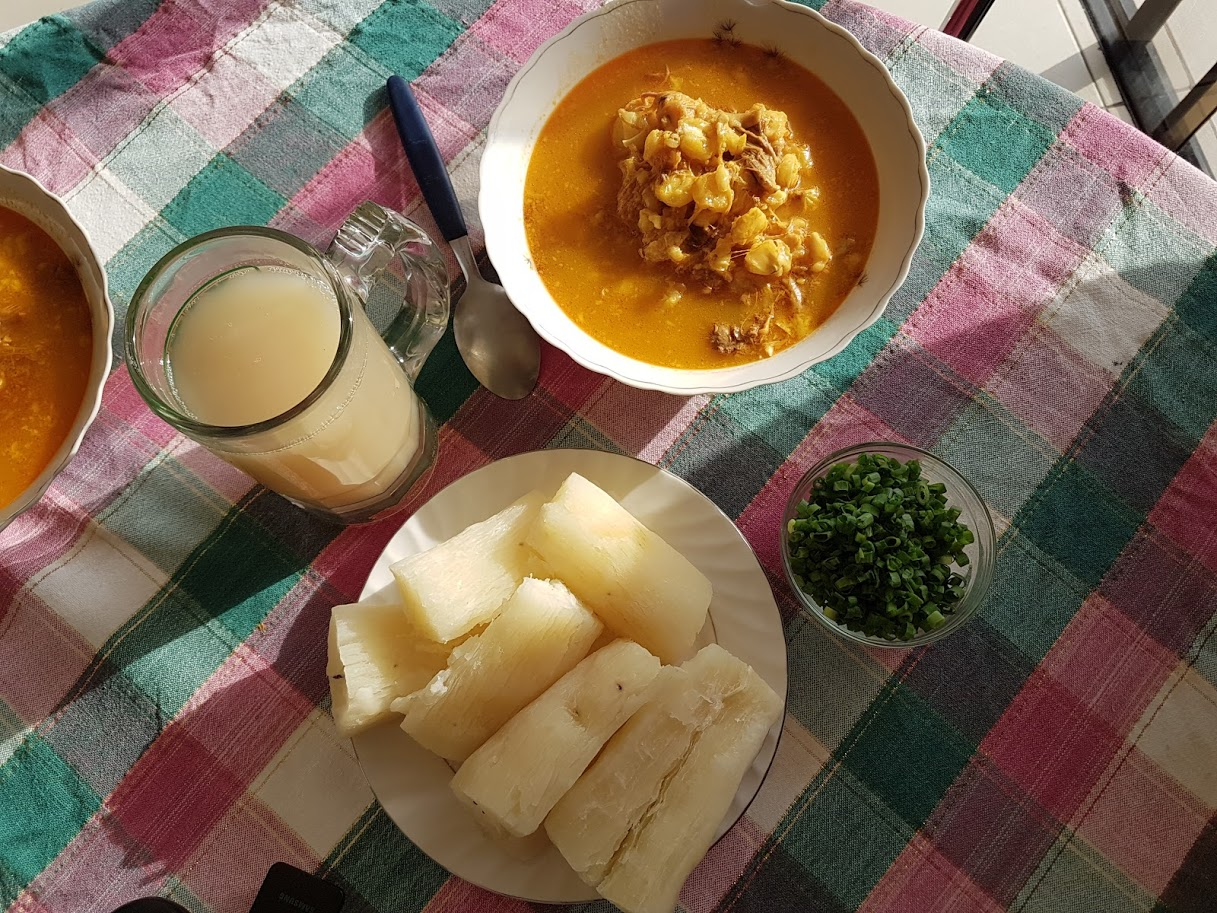
Patasca en Santa Cruz de la Sierra, Bolivia

En Bolivia se llama patasca a un guiso preparado con carne de cerdo —incluyendo la cabeza— y maíz en los departamentos de Tarija, Santa Cruz y el Beni.

### Patasca meridional
En Argentina (región andina del NOA se lo llama tanto "patasca" como "charquisillo" y es una especie de guiso a base de charqui cocinado con cebolla de verdeo, papas, arroz y condimentos.
En el NEA (especialmente en áreas rurales de Corrientes) se hace un derivado zonal llamado "chatasca", que consta de charqui guisado con algunos otros ingredientes, como cebolla de verdeo, mandioca y condimentos; y no lleva ninguna variedad de maíz.   